# Isla Bribie
La isla Bribie, también conocida por el nombre aborigen de Boorabee, es una isla australiana situada en Queensland, a unos 70 kilómetros al norte de Brisbane, en el condado de Caboolture.

## Geografía

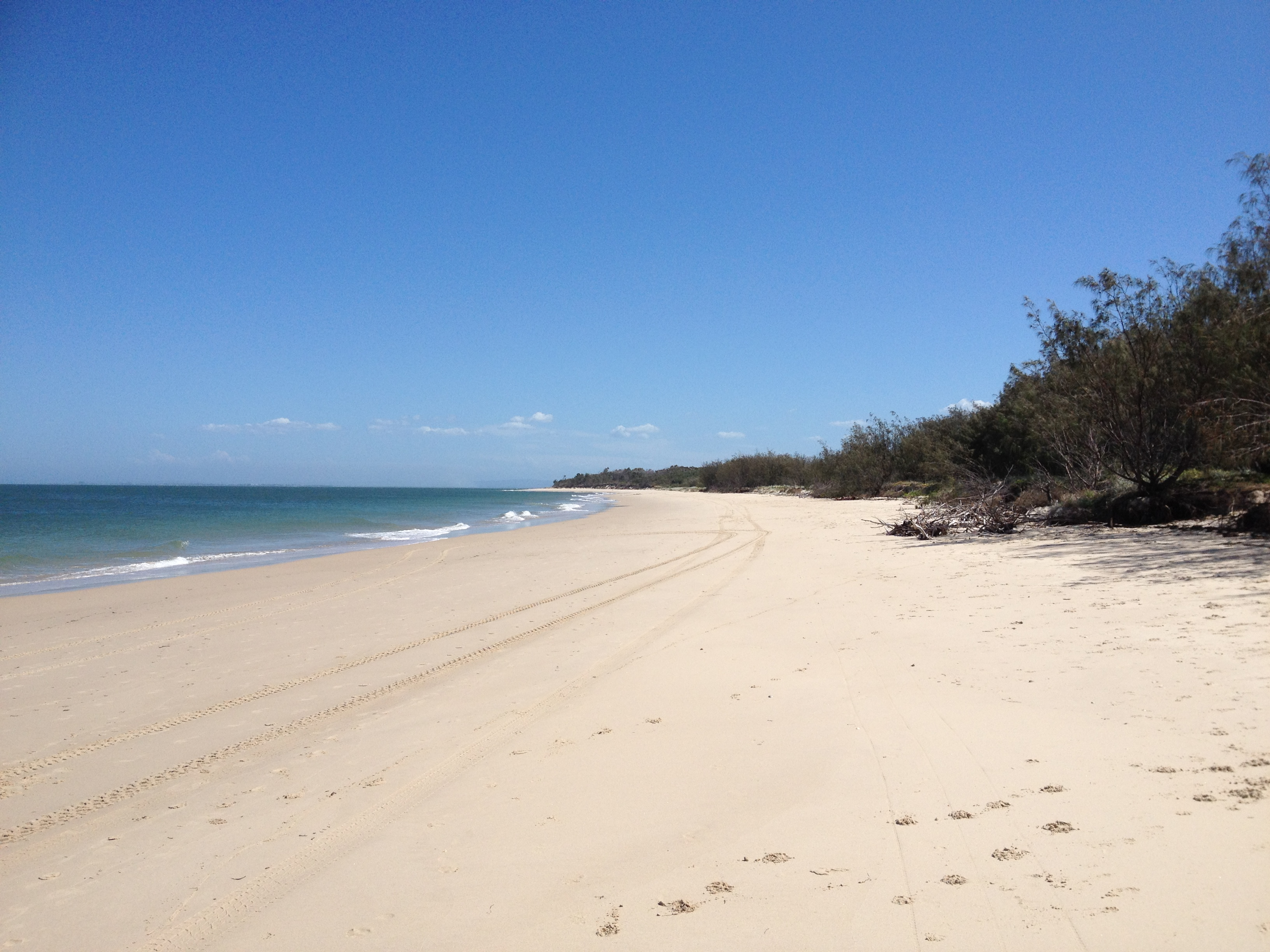
Playa de Woorim.

Es una isla de arena de 34 kilómetros de largo y 8 de ancho, con una población de unos 15.000 habitantes en su parte sur, que está conectada por un puente al continente desde 1963. El estrecho que lo separa de tierra firme se llama pasaje Pumicestone («pasaje piedra - pómez »,  por los numerosos trozos de piedra pómez que flotan en las aguas del canal o que se encuentran en las playas).
La isla debe su nombre a un prisionero de la bahía de Moreton, que fue el primer europeo en establecerse en la isla, donde se casó con una aborigen. La isla de Bribie alberga un parque nacional, el parque nacional Isla Bribie, en la costa noreste, con el centro de la isla cerrado al público. Atrae a muchos turistas que acceden a las playas o conducen vehículos todoterreno por las dunas.
- Datos: Q913347
- Multimedia: Bribie Island / Q913347